# Crystal Mill
La Crystal Mill, également connue comme l'Old Mill, est une ancienne station de compression en bois datant de 1892. Elle est située sur la Crystal River, dans la ville fantôme de Crystal dans le Colorado.

## Historique
Elle est construite en 1893 par George C. Eaton et B. S. Phillips. Bien qu'appelée mill (« moulin »), il s'agit plus correctement d'une station de compression, qui utilise une roue à aubes à la manière d'une turbine hydraulique pour alimenter un compresseur d'air. L'air comprimé est ensuite utilisé pour alimenter d'autres machines ou outils, initialement pour les mines d'argent proches.

Aujourd'hui, icône du Colorado, il s'agit d'un des sites les plus photographiés de l'État. Le bâtiment est inscrit au Registre national des lieux historiques (NRHP) depuis 1985.

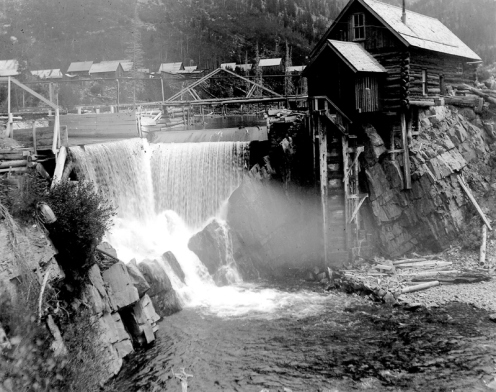
La Crystal Mill en activité dans les années 1890.
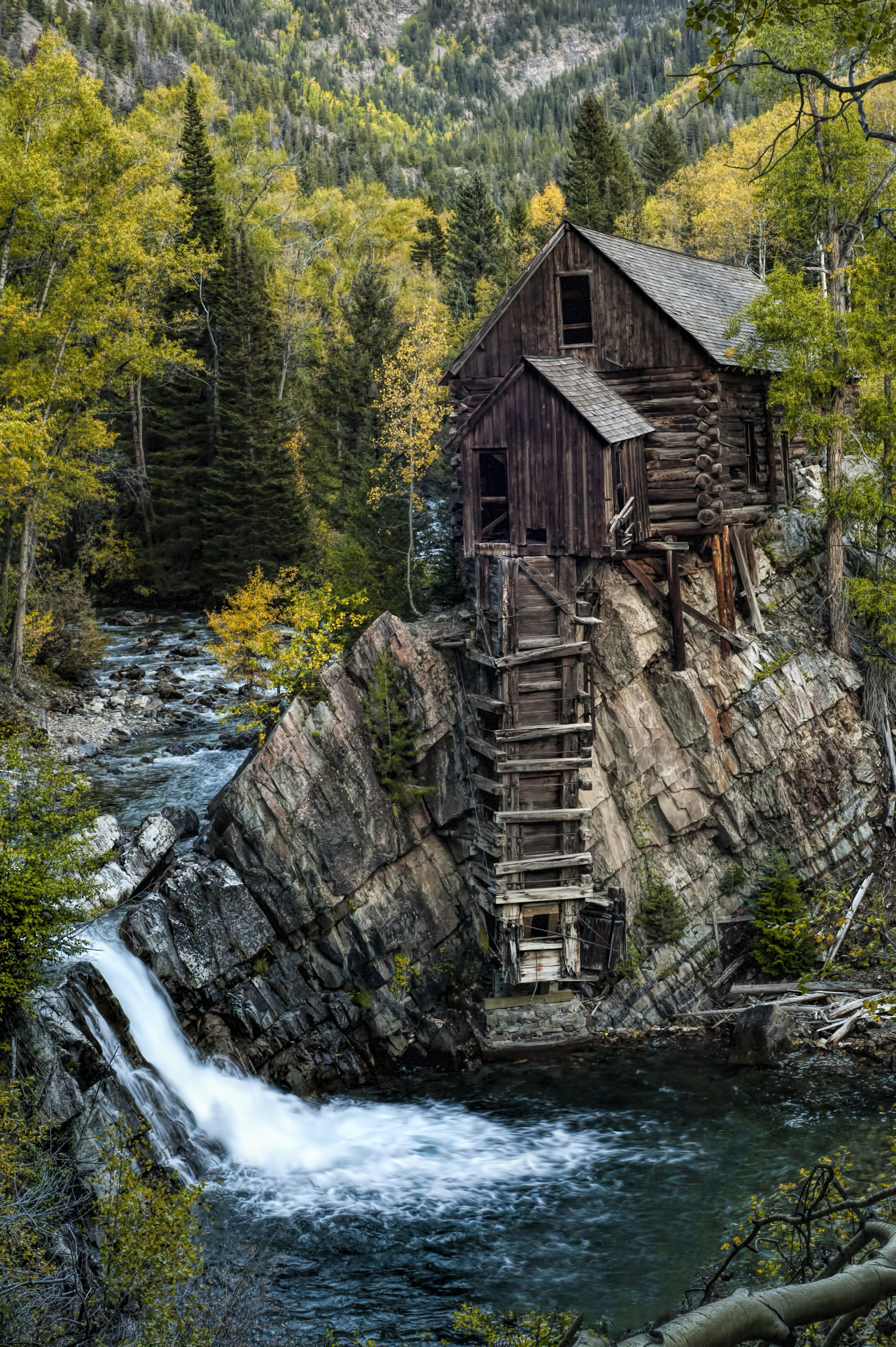
En Septembre 2016.